# Арнаутов, Василий Васильевич
Василий Васильевич Арнау́тов (13 июля 1892 — 14 октября 1966) — советский учёный-биолог. Лауреат Сталинской премии (1943).

## Биография
Родился в с. Конгаз (Молдавия). По национальности гагауз. Член КПСС с 1917 г.
В 1911—1913 инструктор губернской землеустроительной комиссии. В 1914—1917 на армейской службе.
Участник Великой Октябрьской революции. Один из организаторов красногвардейских отрядов, был губвоенкомом в Могилёве.
В 1919—1935 на советской и административно-хозяйственной работе. В 1921 уполномоченный Коллегии Наркомзема РСФСР по семеноводству картофеля в Смоленской, Брянской, Витебской и Гомельской губерниях, на что получил мандат за собственноручной подписью В. И. Ленина.
В 1935—1947 директор НИИ картофелеводства наркомата (министерства) сельского хозяйства СССР. Автор и соавтор многих научных работ по возделыванию картофеля.
В 1943 г. в составе группы ученых-биологов, в которую входили также Т. Д. Лысенко, В. П. Мосолов, И. Д. Колесник, А. К. Зубарев, Ф. С. Солодовников, А. Ф. Голиков, И. Е. Глущенко, был удостоен Сталинской премии первой степени «За научную разработку и внедрение в сельское хозяйство способа посадки картофеля верхушками продовольственных клубней».
С 1947 на пенсии.
Умер в 1966 г. в Москве, похоронен на Новодевичьем кладбище.